# Кременчуцький район
Кременчу́цький райо́н (Кременчуччина) — район в Україні, у південно-західній частині Полтавської області, межує з Черкаською та Кіровоградською областями, був утворений під час адміністративно-територіальної реформи в Україні 2020 року. Адміністративний центр — місто Кременчук. Площа — 6101,3 км² (21,3 % від площі області), населення —  396,1 тис. осіб (2020).
До складу району входять 12 територіальних громад.

## Історія
Кременчуцький район утворено 19 липня 2020 року згідно із Постановою Верховної Ради України № 807-IX від 17 липня 2020 року в рамках Адміністративно-територіальної реформи в Україні. До його складу увійшли: Кременчуцька, Глобинська, Горішньоплавнівська міські, Градизька, Козельщинська, Семенівська селищні та Кам'янопотоківська, Новогалещинська, Оболонська, Омельницька, Піщанська, Пришибська сільські територіальні громади. Перші вибори Кременчуцької районної ради відбулися 25 жовтня 2020 року.
Раніше територія району входила до складу ліквідованих в той же час Кременчуцького (1939—2020), Глобинського, західної частини Кобеляцького, Козельщинського, Семенівського районів, а також міст обласного підпорядкування з територією, підпорядкованою міським радам, Кременчук та Горішні Плавні Полтавської області.